# Luiz Eduardo da Silva dos Santos
Luiz Eduardo da Silva dos Santos (sinh ngày 24 tháng 2 năm 1996) là một cầu thủ bóng đá người Brasil.

## Sự nghiệp câu lạc bộ
Luiz Eduardo da Silva dos Santos đã từng chơi cho Kashiwa Reysol.